# Grb Demokratske Republike Konga
Grb Demokratske Republike Kongo u sadašnjem obliku usvojio ga je predsjednik Joseph Kabila 18. veljače 2006.
Sastoji se od glave leoparda, s čije je lijeve strane slonova bjelokost, a s desne koplje. Ispod se nalazi traka s državnim geslom: Justice, Paix, Travail (Pravda, mir, rad). 

#### Prijašnji grbovi
Grb iz 1964. bio je sličan današnjem grbu. Uz leoparda, koplja i bjelokost, nalazila se još i grana. Grb iz 1999. sastojao se od plavog štita s većom žutom zvijezdom u sredini, i šest manjih na vrhu, te je podsjećao na prijašnju zastavu Demokratske Republike Kongo. Grb iz 2003. je prikazivao tri ruke i glavu lava okružene granama, a ispod je bila traka s geslom Démocratie, Justice, Unité (Demokracija, pravda, jedinstvo).
- Grb iz 1999.
- Grb iz 2003.